# Río Negro (Asturias)
El río Negro  es un río costero del norte de España que discurre por el occidente del Principado de Asturias. 

## Curso
El río Negro nace en El Sellón, en el concejo de Villayón y desemboca en el Mar Cantábrico, en la playa de Luarca, tras un recorrido de 11,7 km. 
Sus afluentes principales son los ríos Zurracu, Pequenu, de Sapinas y Mudreiros.

## Fauna
Según muestreos de pesca eléctrica acometidos entre los años 1997 y 2019, referencias bibliográficas y comunicaciones orales fidedignas, en el río Negro se han detectado especímenes de anguila, salmón y corcón.